# Asistencia gravitatoria
En astronáutica se denomina asistencia gravitatoria a la maniobra destinada a utilizar la energía del campo gravitatorio de un planeta o satélite para obtener una aceleración o frenado de la sonda cambiando su trayectoria.

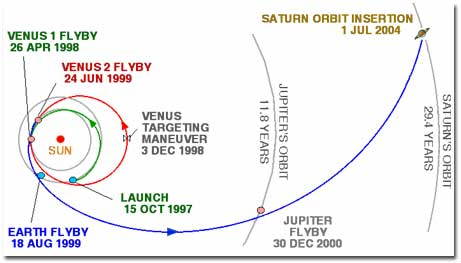
Trayectoria de la misión espacial Cassini, que utilizó la asistencia gravitatoria

El término inglés utilizado es slingshot effect (efecto honda), swing-by (hamacarse) o gravity assist (asistencia de gravedad).
Se trata de una técnica común en las misiones espaciales destinadas al sistema solar exterior.
Para ahorrar costes en el cohete de lanzamiento se diseñan complicadas trayectorias que hacen pasar la sonda por uno o varios planetas antes de dirigirse a su destino final.
Para poder utilizar la asistencia gravitatoria es necesario un correcto alineamiento de los planetas, razón por la cual las misiones espaciales tienen estrictas ventanas de lanzamiento.
El primero que propuso utilizar el campo gravitatorio de un planeta para dirigir una sonda hacia un destino más difícil de alcanzar fue Giuseppe Colombo (1920-1984), matemático e ingeniero en la Universidad de Padua (Italia).
La misión espacial Cassini/Huygens utilizó la asistencia gravitatoria de Venus en 2 ocasiones, la Tierra y Júpiter para llegar finalmente a Saturno en un periodo de tiempo de 7 años.
El máximo incremento de velocidad que puede proporcionar un planeta depende de su masa y de la distancia periapsial que experimente el objeto. Por ejemplo, en el caso de Venus es de 7 km/s. La Tierra 8 km/s. Marte 3,5 km/s. Júpiter 43 km/s. Saturno 26 km/s.

## Orígenes históricos
En su ponencia "A los que leerán para construir" ("Тем, кто будет читать, чтобы строить"), publicado en 1938 pero fechado en 1918-1919,, Friedrich Zander demostró una profunda comprensión de la física que subyace al concepto de asistencia gravitatoria y su potencial para la exploración interplanetaria del sistema solar.
El ingeniero italiano Gaetano Arturo Crocco fue el primero en calcular un viaje interplanetario considerando múltiples asistencias gravitatorias.
La maniobra de asistencia gravitatoria se intentó por primera vez en 1959, cuando la sonda soviética Luna 3 fotografió la cara oculta de la Luna. La maniobra se basó en investigaciones realizadas bajo la dirección de Mstislav Kéldysh en el Instituto Kéldysh de Matemática Aplicada.
En 1961, Michael Minovitch, estudiante de posgrado de UCLA que trabajaba en el Laboratorio de Propulsión a Reacción (JPL) de la NASA, desarrolló una técnica de asistencia gravitatoria, que más tarde se utilizaría para la idea del Gran Viaje Planetario de Gary Flandro.
Durante el verano de 1964 en el JPL de la NASA, a Gary Flandro se le asignó la tarea de estudiar técnicas para explorar los planetas exteriores del sistema solar.  En este estudio descubrió la rara alineación de los planetas exteriores (Júpiter, Saturno, Urano y Neptuno) y concibió la misión multiplanetaria Planetary Grand Tour utilizando la asistencia gravitatoria para reducir la duración de la misión de cuarenta años a menos de diez.

## Propósito
.

Ploteo de la velocidad heliocéntrica de la Voyager 2 frente a su distancia al Sol, ilustrando el uso de la asistencia gravitatoria para acelerar la nave por Júpiter, Saturno y Urano. Para observar Tritón, la Voyager 2 pasó sobre el polo norte de Neptuno, lo que provocó una aceleración fuera del plano de la eclíptica y redujo la velocidad de alejamiento del Sol.

Una nave espacial que viaje de la Tierra a un planeta interior aumentará su velocidad relativa porque está cayendo hacia el Sol, y una nave espacial que viaje de la Tierra a un planeta exterior disminuirá su velocidad porque está abandonando las proximidades del Sol.
Aunque la velocidad orbital de un planeta interior es mayor que la de la Tierra, una nave espacial que viaja hacia un planeta interior, incluso a la velocidad mínima necesaria para alcanzarlo, sigue siendo acelerada por la gravedad del Sol a una velocidad notablemente mayor que la velocidad orbital de ese planeta de destino. Si el único objetivo de la nave espacial es pasar junto al planeta interior, no suele ser necesario ralentizarla. Sin embargo, si la nave espacial se va a insertar en órbita alrededor de ese planeta interior, entonces debe haber alguna manera de reducir su velocidad.
Del mismo modo, mientras que la velocidad orbital de un planeta exterior es menor que la de la Tierra, una nave espacial que sale de la Tierra a la velocidad mínima necesaria para viajar a algún planeta exterior es frenada por la gravedad del Sol a una velocidad mucho menor que la velocidad orbital de ese planeta exterior. Por lo tanto, debe haber alguna manera de acelerar la nave espacial cuando llegue a ese planeta exterior si quiere entrar en órbita alrededor de él.
Los  motores de cohetes pueden utilizarse para aumentar o disminuir la velocidad de la nave. Sin embargo, el empuje de un cohete requiere propulsante, el propulsante tiene masa, e incluso un pequeño cambio en la velocidad (conocido como Δv, o "delta-v", el símbolo delta se utiliza para representar un cambio y "v" significa velocidad) se traduce en un requerimiento mucho mayor de propulsante necesario para escapar del pozo gravitatorio de la Tierra. Esto se debe a que los motores de la etapa primaria no sólo deben elevar el propulsante adicional, sino que también deben elevar el propulsante adicional más allá del necesario para elevar ese propulsante adicional. El requisito de masa de despegue aumenta exponencialmente con un aumento en el delta-v requerido de la nave espacial.
Dado que se necesita combustible adicional para elevar el combustible al espacio, las misiones espaciales se diseñan con un "presupuesto" de propulsante ajustado, conocido como "presupuesto delta-v". El presupuesto delta-v es, en efecto, el total de propulsante del que se dispondrá después de abandonar la Tierra, para acelerar, frenar, estabilizarse contra las sacudidas externas (por partículas u otros efectos externos), o cambiar de dirección, si no puede adquirir más propulsante. Toda la misión debe planificarse dentro de esa capacidad. Por lo tanto, los métodos de cambio de velocidad y dirección que no requieren la quema de combustible son ventajosos, ya que permiten una capacidad de maniobra adicional y una mejora del rumbo, sin gastar combustible de la cantidad limitada que se ha transportado al espacio. Las maniobras de asistencia gravitatoria pueden cambiar en gran medida la velocidad de una nave espacial sin gastar propulsante, y pueden ahorrar cantidades significativas de propulsante, por lo que son una técnica muy común para ahorrar combustible.

## Explicación de la asistencia gravitatoria

### Para acelerar la nave espacial

La nave espacial está representada por el punto (en el ángulo superior derecho) que se mueve hacia la izquierda. El planeta (la pelota negra) se desplaza hacia abajo. El sistema de coordenadas (abajo a la derecha) muestra la velocidad de la nave, la línea roja más delgada muestra la velocidad constante de la nave si no se utilizara el «efecto honda».

Supongamos que usted es un observador “estacionario” y que ve un planeta que se mueve hacia abajo a velocidad {\displaystyle \ U} y una nave espacial que se mueve hacia a la izquierda a velocidad {\displaystyle \ v}
Si la nave espacial lleva la trayectoria correcta pasará tan cerca del planeta que entrará en una órbita circular.
Cuando entre en esta órbita, se estará moviendo a velocidad {\displaystyle \ v+U} con respecto a la superficie del planeta, porque el planeta se está moviendo en la dirección opuesta, a velocidad {\displaystyle \ U}
Cuando la nave abandone la órbita se estará moviendo todavía a la misma velocidad {\displaystyle \ U+v} con respecto a la superficie del planeta, pero en la dirección opuesta, hacia la izquierda y ya que el planeta se está moviendo hacia abajo a velocidad {\displaystyle \ U}, la nave espacial se moverá hacia abajo a velocidad {\displaystyle \ 2U+v} desde su punto de vista.
La velocidad de la nave espacial ha aumentado en {\displaystyle 2U}, el doble de la velocidad a la que el planeta se está moviendo.
Este ejemplo está tan simplificado que no es realista – en realidad la nave espacial tendría que encender sus motores para escapar de una órbita circular y el propósito de la asistencia gravitatoria es precisamente ganar velocidad sin quemar combustible. 
Pero si la nave espacial viaja en una ruta que forme una hipérbola, dejará el planeta en la dirección opuesta sin encender sus motores, aunque la ganancia de velocidad sea un poco menos de {\displaystyle 2U}.
Podría parecer que esta explicación viola la conservación de la energía y el momento, pero hemos obviado los efectos de la nave espacial en el planeta.
El momento lineal ganado por la nave espacial es igual en magnitud al que ha perdido el planeta, aunque la gran masa del planeta hace que el cambio en la velocidad resulte insignificantemente pequeño.
Los efectos en el planeta son tan pequeños (porque los planetas son mucho más masivos que las naves espaciales) que pueden ser ignorados en el cálculo.
Una imagen más realista de un encuentro en el espacio requiere la consideración de al menos dos dimensiones.
En este caso se aplican los mismos principios, solo que el cálculo de la velocidad requiere aplicar suma vectorial.

### Para frenar la nave espacial

La nave espacial está representada por el punto (en el ángulo superior derecho) que se mueve en diagonal hacia la izquierda y abajo. El planeta (la pelota negra) se desplaza hacia abajo. El sistema de coordenadas (abajo a la izquierda) muestra la velocidad de la nave, la línea roja más delgada muestra la velocidad constante de la nave si no se utilizara el «efecto honda».

La asistencia gravitatoria también se puede utilizar para frenar una nave espacial.
La Mariner 10 lo hizo en 1974 y la MESSENGER también lo hizo, ambas para llegar a Mercurio.
Si todavía es necesario un mayor cambio de velocidad, la manera más económica de conseguirlo es encender los motores cerca de la periapsis (máxima aproximación).
Un encendido del cohete dado siempre proporciona el mismo cambio en la velocidad (delta v), pero el cambio en la energía cinética es proporcional a la velocidad del vehículo en el momento del encendido.
Así que para obtener el máximo de energía cinética del combustible, el encendido debe tener lugar cuando el vehículo esté a la máxima velocidad, en la periapsis.
A esto se le llama efecto Oberth.

## Derivación
Las fórmulas para la asistencia gravitacional se pueden derivar de las fórmulas familiares para una colisión elástica. Tanto el momento como la energía cinética se conservan, por lo que para cuerpos con masas {\displaystyle m_{1}} and {\displaystyle m_{2}}, y velocidades {\displaystyle u_{1}} and {\displaystyle u_{2}} antes de la colisión y {\displaystyle v_{1}} y {\displaystyle v_{2}} después de la colisión. El momento antes y después de la colisión se expresa mediante:
{\displaystyle \,\!m_{1}u_{1}+m_{2}u_{2}\ =\ m_{1}v_{1}+m_{2}v_{2}.}
La energía cinética se expresa mediante:
{\displaystyle {\tfrac {1}{2}}m_{1}u_{1}^{2}+{\tfrac {1}{2}}m_{2}u_{2}^{2}\ =\ {\tfrac {1}{2}}m_{1}v_{1}^{2}+{\tfrac {1}{2}}m_{2}v_{2}^{2}.}
Estas ecuaciones se pueden resolver para encontrar {\displaystyle v_{1},v_{2}} cuando {\displaystyle u_{1},u_{2}} son conocidos:
{\displaystyle {\begin{array}{ccc}v_{1}&=&\displaystyle {\frac {m_{1}-m_{2}}{m_{1}+m_{2}}}u_{1}+{\frac {2m_{2}}{m_{1}+m_{2}}}u_{2}\\v_{2}&=&\displaystyle {\frac {2m_{1}}{m_{1}+m_{2}}}u_{1}+{\frac {m_{2}-m_{1}}{m_{1}+m_{2}}}u_{2}\end{array}}}
En el caso de una nave espacial que pasa volando por un planeta, la masa de la nave espacial({\displaystyle m_{1}}) es insignificante en comparación con la de un planeta ({\displaystyle m_{2}}) ({\displaystyle m_{1}\ll m_{2}}), entonces esto se reduce a:
{\displaystyle {\begin{array}{ccc}v_{1}&\approx &-u_{1}+2u_{2}\\v_{2}&\approx &u_{2}\end{array}}}